# Csonka sorozatok
Az alábbi szócikk az egy kötet megjelenése után megszűnt könyvsorozatokat mutatja be.

## Jellemzői
A könyvkiadás történetében számos alkalommal megesett, hogy különböző (általában anyagi) okokból egy több kötetre tervezett könyvsorozat, mű egyetlen kötet megjelenése után megszűnt.
Ugyanakkor arra is akadt többször példa, hogy több kötet megjelenése után szűnt meg úgy a sorozat, hogy az előre eltervezett kötetek nem mind tudtak megjelenni, azaz a sorozat csonka maradt.
A megjelent (gyakran nagy terjedelmű) művek önmagukban ettől még értékes kiadványoknak számítanak, számos tudományos ismerettel, néha ábrával.

## Magyar példák
| Kiadás Éve | Sorozat neve | Tervben maradt kötetek                         | Kiadó                                                                       | Kiadási hely | Megjegyzés |
| ---------- | --- | ---------------------------------------------- | --------------------------------------------------------------------------- | ------------ | --- |
| 1906–1908  | A zsidók egyetemes története I–VI.                                                                                          | a további kötetek                              | Phönix Irodalmi Részvénytársaság                                            | Budapest     | Heinrich Graetz művének csak a kezdetektől 1675-ig tartó részét fordított le (és dolgozták át). A későbbi időszakra nem kerül sor. |
| 1907–1912  | A művészetek története I–III.                                                                                               | IV. kötet (Ujkor II. rész)                     | Lampel Róbert (Wodianer Fülöp és Fiai) Császári és Királyi Könyvkereskedése | Budapest     | 1913-ban állítólag már sajtó alatt volt. |
| 1907–1922  | A magyar nép művészete I–V.                                                                                                 | több tájegység                                 | Franklin Irodalmi és Nyomdai Rt.                                            | Budapest     | A sorozat Magyarország teljes néprajzát akarta feldolgozni, de csak 5 kötet készült el. Reprint kiadás: Helikon Kiadó, Budapest, 1987. |
| 1911–1918  | Tolnai világlexikona I–VIII. (A–E)                                                                                          | IX–XXIV. kötet                                 | Magyar Kereskedelmi Közlöny Hírlap és Könyvkiadó Vállalat, Budapest         | Budapest     | A 25 kötetre tervezett mű már előkészített további köteteinek kiadását az első világháború akadályozta meg, nagyrészt elavulttá téve a sorozat megjelent és még szerkesztés alatt álló köteteinek tartalmát. Helyette az 1920-as években elölről kezdtek egy új sorozatot Tolnai új világlexikona néven kiadni. |
| 1923       | Siklóssy László: A régi Budapest erkölcse I–III. (A magyar középkor erkölcse, A prostitúció (1541–1848), A polgári erkölcs) | A polgári erkölcshöz még 2 kötet volt tervezve | A Táltos Kiadása                                                            | Budapest     | Új, összevont kiadás: Osiris Kiadó, Budapest, 2002 |
| 1931–1932  | Gutenberg nagy lexikon I–X. (A–Felméri)                                                                                     | többi kötet (Felméri–Zs)                       | Nagy Lexikon Kiadóhivatal                                                   | Budapest     | |
| 1935–1939  | A Szent István Társulat magyar irodalomtörténete III., V. kötet                                                             | I., II., IV. kötet                             | Szent István Társulat                                                       | Budapest     | |
| 1943–1944  | A művelődés könyvtára 3, 9., 17.                                                                                            | a többi kötet                                  | Új Idők Irodalmi Intézet RT. (Singer és Wolfner)                            | Budapest     | |
| 2000–2002  | Jobboldali regénytár | számos, szélsőjobboldali nézetrendszerű regény | Gede Testvérek Bt.                                                          | Budapest     | A sorozatból 3 mű jelent csak meg. |
| 2005–2007  | Déry Attila: Pest építészeti topográfiája I–IV.                                                                             | a többi kerület kötete                         | TERC Kft.                                                                   | Budapest     | |